# Hamburg Water Cycle
Der Hamburg Water Cycle (HWC) ist ein von Hamburg Wasser entwickeltes Konzept zur ganzheitlichen Abwasserentsorgung und Energieversorgung im urbanen Raum. 
Wesentliches Merkmal ist wie bei anderen Neuartigen Sanitärsystemen die Teilstrombehandlung, die getrennte Erfassung und Behandlung verschiedener Teilströme des Abwassers. Im Gegensatz zu konventionellen Systemen, wo das gesamte häusliche Abwasser in die Kanalisation geleitet wird und in der Regel einem zentralen Klärwerk behandelt wird, werden beim HWC die Teilströme semizentral behandelt, was neue Nutzungsoptionen und eine effiziente Behandlung ermöglicht. Das Konzept sieht hierbei die Vergärung von Schwarzwasser zur Biogaserzeugung vor, die Aufbereitung des Grauwassers mit Möglichkeit einer Nutzung als Betriebswasser  und eine naturnahe und lokale Bewirtschaftung des Regenwassers.
Der HWC hat das Ziel einer energieeffizienten Abwasserreinigung und eignet sich für den weltweiten Einsatz in Städten.

## Hintergrund
Vor dem Hintergrund der globalen Verknappung von Phosphor und Trinkwasser und anderen Herausforderungen wie Medikamentenrückstände im Abwasser sowie demographischen Veränderungen in einigen Ländern wie Deutschland einhergehend mit sinkendem Durchfluss im Kanalsystem sind neue Wege in der Abwasserentsorgung gefragt.
Wie in den meisten europäischen Städten wird Abwasser in Hamburg bisher in einem zentralen System abgeleitet und behandelt. In der Hansestadt wird Abwasser durch ein 5000 Kilometer langes Kanalisationsnetz zum Klärwerksverbund Köhlbrandhöft/Dradenau geleitet. Auf dem Weg dorthin werden die verschiedenen Abwasserströme sowie Regenwasser teils gemeinsam in einer sogenannten Mischkanalisation abgeleitet. Dies bringt jedoch einige Nachteile mit sich, so ist es möglich, dass die zu behandelnden Wassermengen bei hohen Niederschlagsmengen die Kapazitäten der Kanäle und der Kläranlage überschreiten und Abwasser unbehandelt in die Natur abgegeben werden muss. Zum anderen erfordert die Mischung von Schwarzwasser (Abwasser), Gelbwasser, Grauwasser, industriellen Abwässern und Regenwasser eine aufwändigere Wasseraufbereitung. Darüber hinaus ist die Rückgewinnung von Nährstoffen wie Stickstoff und Phosphor aus dem Toilettenwasser sowie die Beseitigung der darin enthaltenen Mikroschadstoffe aufgrund des Verdünnungseffekt erheblich erschwert.
Kreislauforientierte Systeme zur Abwasserbewirtschaftung und Sanitärversorgung (Ecosan) bilden einen neuartigen Ansatz innerhalb der Siedlungswasserwirtschaft, der bereits mehrfach Anwendung in ländlichen Regionen vor allem in Entwicklungsländern findet. Um diesen Ansatz mit seinen Vorzügen in ein städtetaugliches Konzept ohne Komforteinbußen für den Benutzer zu übertragen, hat Hamburg Wasser den Hamburg Water Cycle entwickelt.

## Das Konzept
Das allgemeine Ziel des neuen Entwässerungskonzepts lautet nicht mehr nur zu behandeln, sondern auch zu verwerten. Die Nutzung des Abwassers wird dabei an die spezifischen Eigenschaften des Schwarz-, Grau- und Regenwassers angepasst, um möglichst effiziente und ökologisch ertragreiche Ergebnisse zu erhalten.
Dazu gehören Installationen in Gebäuden, ein Vakuumnetz, die Logistik und die spezifische Behandlungstechnologie der unterschiedlichen Abwasserströme.

### Schwarzwasserbehandlung
Das Schwarzwasser eignet sich aufgrund seiner relativ hohen Konzentration an organischen Stoffen (Fäzes und Toilettenpapier) für eine anaerobe Vergärung und die Produktion von Biogas. Anschließend kann Energie in Form von Wärme und Strom durch eine Kraft-Wärme-Kopplung (z. B. Blockheizkraftwerk) aus dem Biogas erzeugt werden und so eine energieintensive Reinigung des Abwassers vermieden werden. Nach der anaeroben Behandlung kann der Gärrest zur Bodenverbesserung oder Düngung weiter verwertet werden.
Je weniger verdünnt das Schwarzwasser gewonnen werden kann, desto effizienter wird die Energieerzeugung. Daher wird das Schwarzwasser konsequent vom Grau- und Regenwasser getrennt gehalten. 
Zur weiteren Konzentration des Schwarzwassers beinhaltet das Konzept des HWC den Einsatz wassersparender Toiletten. Eine überzeugende Alternative bietet zum Beispiel die Vakuumtoilette im Verbund mit einer Unterdruckentwässerung. Diese Toiletten verbrauchen nur etwa einen Liter Wasser pro Spülgang und sparen damit im Vergleich zu herkömmlichen Spültoiletten rund fünf bis neun Liter pro Spülung ein.

### Grauwasserbehandlung
Grauwasser ist im Vergleich zum Schwarzwasser nur mit wenigen organischen Stoffen belastet, ist nährstoffarm und weist nur niedrige bakterielle Konzentrationen und Medikamentenrückstände auf. Wegen dieser Eigenschaften ist Grauwasser weitaus einfacher und energieschonender zu reinigen als herkömmliches Schmutzwasser.
Im HWC wird Grauwasser über ein separates Kanalsystem strikt vom Schwarzwasser getrennt. Es wird in einer eigens dafür angelegten Anlage geklärt und kann im Anschluss in lokale Vorfluter eingeleitet werden. Auch eine Wiederverwendung als Brauchwasser im häuslichen Bereich ist denkbar, beispielsweise für die Bewässerung des Gartens, der Nutzung in Waschmaschinen oder auch als Toilettenspülwasser.

### Regenwassernutzung
In vielen Gebieten wird Regenwasser zusammen mit dem Schmutzwasser aus Haushalten und Industrie in einer so genannten Mischkanalisation abgeführt. Dies kann dazu führen, dass bei starkem Niederschlag die Kapazität des Kanalsystems erschöpft ist, was zu einem Überlaufen und damit bei einer Mischkanalisation zu einer Einleitung von Schmutzstoffen in die Gewässer führt. 
Das Ziel des HWC ist es dagegen, eine Trennung der Abwasserströme vorzunehmen und das Regenwasser möglichst naturnah und vor Ort zu bewirtschaften. So kann das Regenwasser z. B. für lokale Nutzungen wie die Grünflächenbewässerung genutzt werden oder mit Hilfe von dezentralen Bewirtschaftungsmethoden in Teichen zurückgehalten und verdunstet werden, über Mulden versickert werden oder in nahegelegene Gewässer abgeleitet werden.
Die Maßnahmen der dezentralen Regenwasserbewirtschaftung verbessern das sogenannte Mikroklima und die Grundwasserneubildung. Ein weiterer Vorzug ist die Entlastung des Kanalsystems und der Gewässer. Die Trennung des Abwasserstroms hat mit Bezugnahme auf das Regenwasser demnach bemerkenswerte Vorteile: Die Funktionen eines naturnahen Wasserkreislaufes werden gestärkt, das Hochwasser und Überflutungsrisiko des jeweiligen Gebiets werden reduziert und der Entwässerungskomfort bleibt auch in Zukunft erhalten.

## Realisierungen

### Gut Karlshöhe
Das Gut Karlshöhe ist ein 9 Hektar großer Umwelterlebnispark der Hamburger Klimaschutzstiftung für Bildungszwecke. Nach der grundlegenden Sanierung des ehemaligen Stallgebäudes im Jahr 2011 bietet Gut Karlshöhe in Zukunft bis zu 140.000 Menschen pro Jahr ein umfassendes Programm zur Umweltbildung.
Auf dem Gelände werden neue Umwelttechnologien angewendet und den Besuchern als Anschauungsobjekte verfügbar gemacht. Ein wesentlicher Bestandteil ist hierbei die Entwässerung des Geländes, welche auf dem Hamburg Water Cycle basiert und zugleich die erste Demonstrationsanlage darstellt. 
In Theorie und Praxis wird der Weg gezeigt, in den sich die neuartige Entwässerung entwickeln kann. Besonders interessant ist dabei zum Beispiel die Pflanzenkläranlage zur Grauwasserreinigung, die sich auf dem Gelände befindet, aber auch die Verwendung des Regenwassers, das zur Bewässerung und als Toilettenspülwasser eingesetzt wird. Eine anaerobe Behandlung des Schwarzwassers wird aufgrund der geringen Menge des anfallenden Toilettenabwassers nicht vorgenommen. Gefördert hat dieses Demonstrationsvorhaben die Deutsche Bundesstiftung Umwelt (DBU).

### Jenfelder Au
Im Hamburger Bezirk Wandsbek wird seit 2012 der HWC zum ersten Mal im größeren Maßstab realisiert. Das Vorhaben „Jenfelder Au“ wurde als Referenzprojekt der IBA Hamburg auserkoren. Auf einem ehemaligen Kasernengelände werden auf etwa 35 Hektar Wohneinheiten für rund 2.000 neue Bewohner entstehen. Klimaneutrales Wohnen und eine nachhaltige Entwässerung werden dort im Rahmen des HWC ermöglicht. Mit insgesamt rund 630 an den Hamburg Water Cycle angeschlossenen Wohneinheiten, wird die Jenfelder Au das größte Wohnquartier in Europa sein, das ein teilstromtrennendes Entwässerungssystem nutzt.
Als Referenzprojekt der IBA gewinnt es insbesondere vor dem Hintergrund des IBA-Leitthemas Stadt Im Klimawandel an Bedeutung: Durch die Gewinnung „grüner“ Energie aus „schwarzem“ Abwasser trägt es dazu bei, die Vision eines Energie-autarken Stadtteils in die Realität zu überführen und somit auch den CO2-Ausstoß erheblich zu reduzieren.
Die Umsetzung des HWC wird durch die EU im Rahmen des LIFE+ Programms gefördert. Darüber hinaus wird dieses Projekt durch das Forschungsverbundprojekt KREIS begleitet, das durch Mittel des BMBF unterstützt wird. Die energetische Optimierung ist Kernthema eines Begleitprojektes gefördert vom BMWi.

## Preise und Auszeichnungen
2013 wurde der Hamburg Water Cycle mit dem VKU-Innovationspreis ausgezeichnet. Im selben Jahr war das Bau- und Forschungsprojekt um die Jenfelder Au einer der Preisträger beim Wettbewerb „Ausgezeichnete Orte im Land der Ideen“ des BMBF.